# Dragonball Evolution (jeu vidéo)
 (septembre 2017).
Si vous disposez d'ouvrages ou d'articles de référence ou si vous connaissez des sites web de qualité traitant du thème abordé ici, merci de compléter l'article en donnant les références utiles à sa vérifiabilité et en les liant à la section « Notes et références ».
Dragonball Evolution est un jeu vidéo de combat développé par Dimps et édité par Namco Bandai Games basé sur le film Dragonball Evolution lui-même basé sur l’univers de Dragon Ball. Le jeu est sorti le 19 mars 2009 au Japon, le 8 avril 2009 en Amérique du Nord et le 17 avril 2009 en Europe sur PlayStation Portable.